# De gustibus non est disputandum
De gustibus non est disputandum es un adagio en latín algo difundido en nuestros días que significa sobre gustos no se disputa y su equivalente en español sería «sobre gustos no hay nada escrito» o «para gustos hay colores». La frase intenta subrayar la subjetividad de los gustos personales y la poca utilidad de las discusiones sobre gustos o preferencias personales.
Al contrario de lo que se pueda pensar, la frase no tiene origen en la Roma clásica (solía ser atribuida a Cicerón), pues en esa época est sería un pleonasmo, por lo que se considera que la frase debió surgir durante la Edad Media o podría tratarse de un ejemplo de latín macarrónico.[cita requerida] La frase en latín clásico sería de gustibus non disputandum.

### Resonancias en la cultura popular

#### Literatura
- El octavo capítulo del primer volumen de Vida y opiniones del caballero Tristram Shandy, de Laurence Sterne, abre con esta frase. El narrador, Tristram, comenta que no se pueden juzgar los Hobby-Horses de los hombres, por más desagradables que sean, aunque hacia el final, manifiesta una excepción, respecto a los que parecen destinados a grandes cosas y pierden el tiempo con sus manías.[3]